# 加波·吉姆貝爾
加波·吉姆貝爾（匈牙利語：Gábor Gyömbér；1988年2月27日—）是一位匈牙利足球運動員。在場上的位置是防守型中場。他現在效力於匈牙利足球甲級聯賽球隊費倫斯華路士體育會。他也代表匈牙利國家足球隊參賽。